# Pixley Ka Seme (gmina)
Pixley Ka Seme – gmina w Republice Południowej Afryki, w prowincji Mpumalanga, w dystrykcie Gert Sibande. Siedzibą administracyjną gminy jest Volksrust.